# Корона (електротехника)
Корона (лат. corona: венац, круна) пражњење је мале енергије у јонизованим гасовима. Јавља се и у околини проводника на високом потенцијалу. Често се може видети на далеководима. При појави короне око проводника се ствара венац љубичастог светла по коме је и добила име.

## Услови настанка
Ваздух, као изолација надземних водова, уек је деломично јонизован. При температури од 25 °C и притиску од 101,323kPa ваздуха и јачина електричног поља од 30 kV/cm долази до интензивне јонизације ваздуха око проводника. Како је размак између проводника велик не долази до пробоја већ се јавља тињаво пражњење око проводника. Ta појава назива се корона.
Приликом настанка короне јавља се и карактеристично пуцкетање и осећа се мирис озона. Корона се најпре јавља само по неким тачкама дуж проводника, а таква корона назива се локална корона и дешава се обично при лепом времену. Погоршавањем климатских услова, корона се шири и захвата све већу површину проводника, док не обухвати проводник по целој његовој дужи, општа корона.
На појаву короне, осим висине погонског напона, утичу растојања између проводника, пресек проводника, временске прилике (влажност, притисак и температура околног ваздуха), као и храпавост површине проводника. Корона је већа одмах након монтаже и пуштања вода у погон због веће храпавости површине нових проводника и присуства прашине и остатака металних честица.

## Штетност
Јонизација ваздуха се врши на рачун електричне енергије у воду, због чега је корона попраћена губицима снаге у воду. Корона постоји само дотле док је тренутна вредност напона блиска критичној вредности, тако да се код синусне промене напона тињава пражњења стално пале и гасе. Озон створен појавом короне нагриза материјал проводника. Све су то штетне последице короне. Корона је због тога врло непожељна појава на надземним водовима. Због спречавања појаве короне повећава се попречни пресек проводника, а као референтна вредност користи се девети део погонског напона вода.